# Vinzenz Peristi

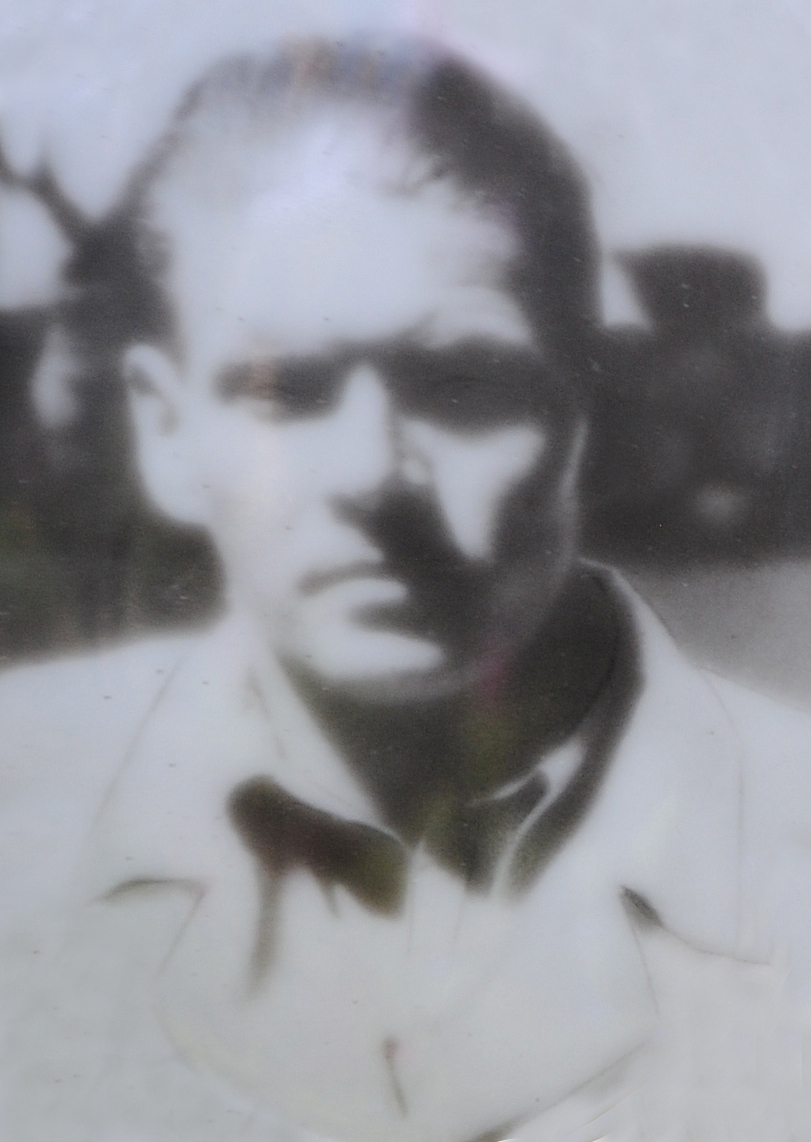
Vinzenz Peristi

Vinzenz Peristi, auch Zenz Peristi (* 19. November 1909 in St. Jakob in St. Ulrich in Gröden; † 25. Januar 1943, an der russischen Front gefallen), war ein Südtiroler Bildhauer und Bergsteiger.

## Biographie
Vinzenz Peristi war Sohn des Fassmalers Josef Peristi, gebürtig aus Cherz/Buchenstein, und der Maria Vinatzer, Erbin des Jakoberhofs.
Vinzenz Peristi war in den Jahren 1923–1925 Schüler von Albino Pitscheider und Balsamo Stella an der Kunstschule in Wolkenstein. Als Geselle arbeitete er in der Werkstatt Rudolf Vallazzas in St. Ulrich, bis er schließlich seine eigene Werkstatt in St. Jakob errichtete. 
1928 errang er unter 23 Bewerbern den ersten Preis bei einer Weihnachtskrippenausstellung „Presepio in Famiglia“ in Mailand. 
Seine Militärzeit 1930–1931 verbrachte er in Rom. 
1935 traf er Josef Thorak, der zufällig im Gasthaus Jakoberhof zukehrte und nach dem Künstler, der das Kreuz auf dem Sëurasass-Berg geschnitzt hatte, nachfrug. 
Peristi besuchte 1935/1936 für ein Semester die Akademie in München. Zurück zu Hause arbeitete er auch mit Luis Insam, dessen Schwester Anna er 1939 ehelichte.
1936 bis 1938 war er Präsident des „Circolo degli Artisti“ (Ausstellungsverein) in St. Ulrich.

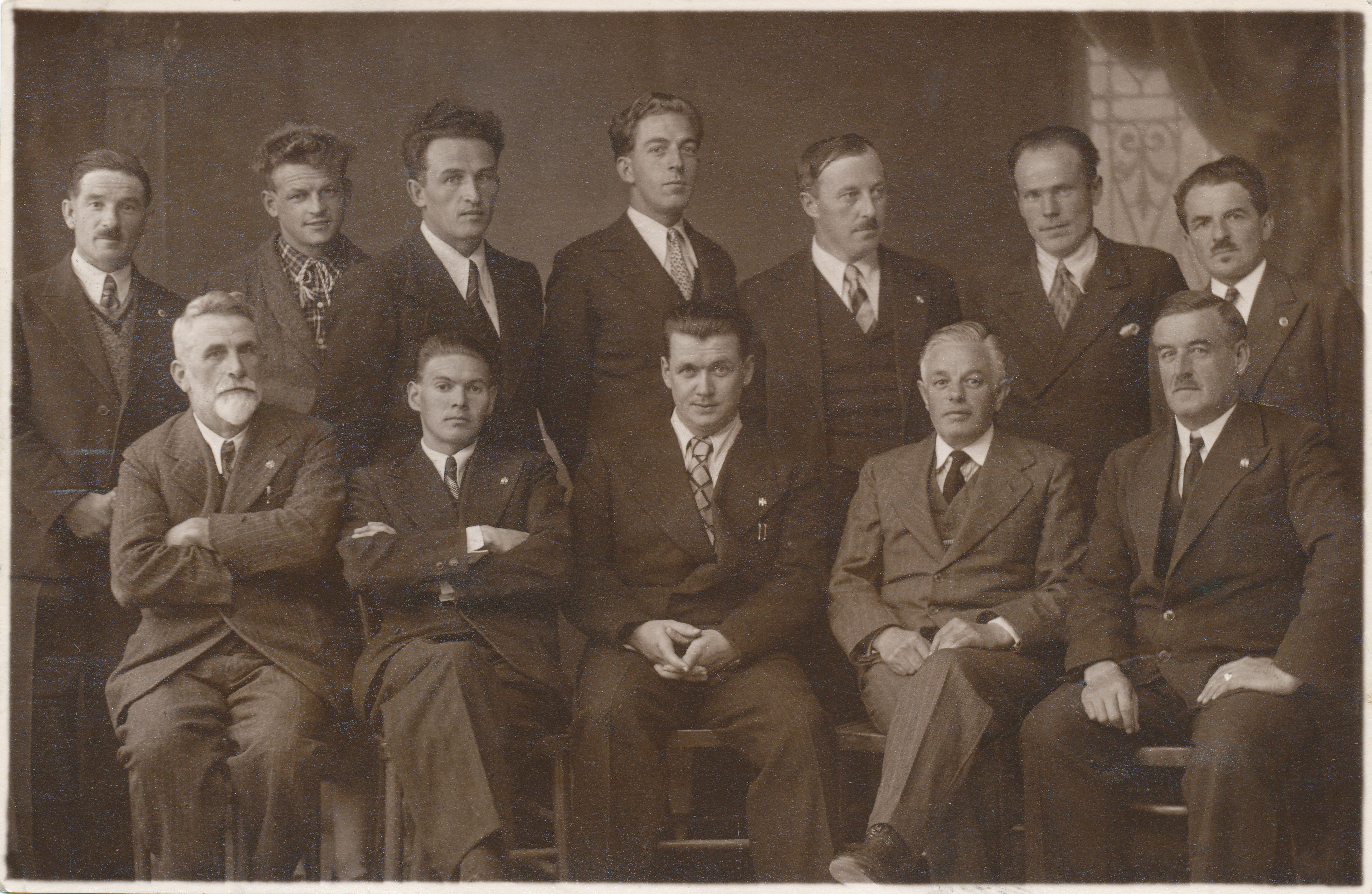
Der Ausschuss des "Circolo": Vinzenz Peristi (sitzend zweiter von links zwischen Ludwig Moroder und Arturo Tanesini, dem faschistischen Podestà)

Im Zuge der Option versetzte er sich im März 1940 mit der Ehefrau und dem Sohn Bruno nach München. 
Dort arbeitete er im Atelier von Josef Thorak. Zugleich besuchte er wieder die Akademie. 1941 war er mit einer Tierplastik auf der Großen Deutschen Kunstausstellung in München vertreten. Er wurde jedoch, laut Aussage des Sohnes Bruno, nachdem er Hitler bei einem Besuch in der Werkstatt nicht begrüßt hatte, an die russische Front geschickt, wo er verstarb.
Es besteht eine umfangreiche fotografische Dokumentation von zwei Treffen des Künstlers mit Luis Trenker. Erstmals bei der Entstehung des Kreuzes auf Sëurasas und zum zweiten Mal in der Werkstatt des Josef Thorak.
Von seinen in München verschollenen Besitztümern, über 532 Bücher, die Schnitzbank und Werkzeug, besteht eine Liste.
Ein Schüler von ihm war Josef Walpoth (Jahrgang 1919).

## Werke

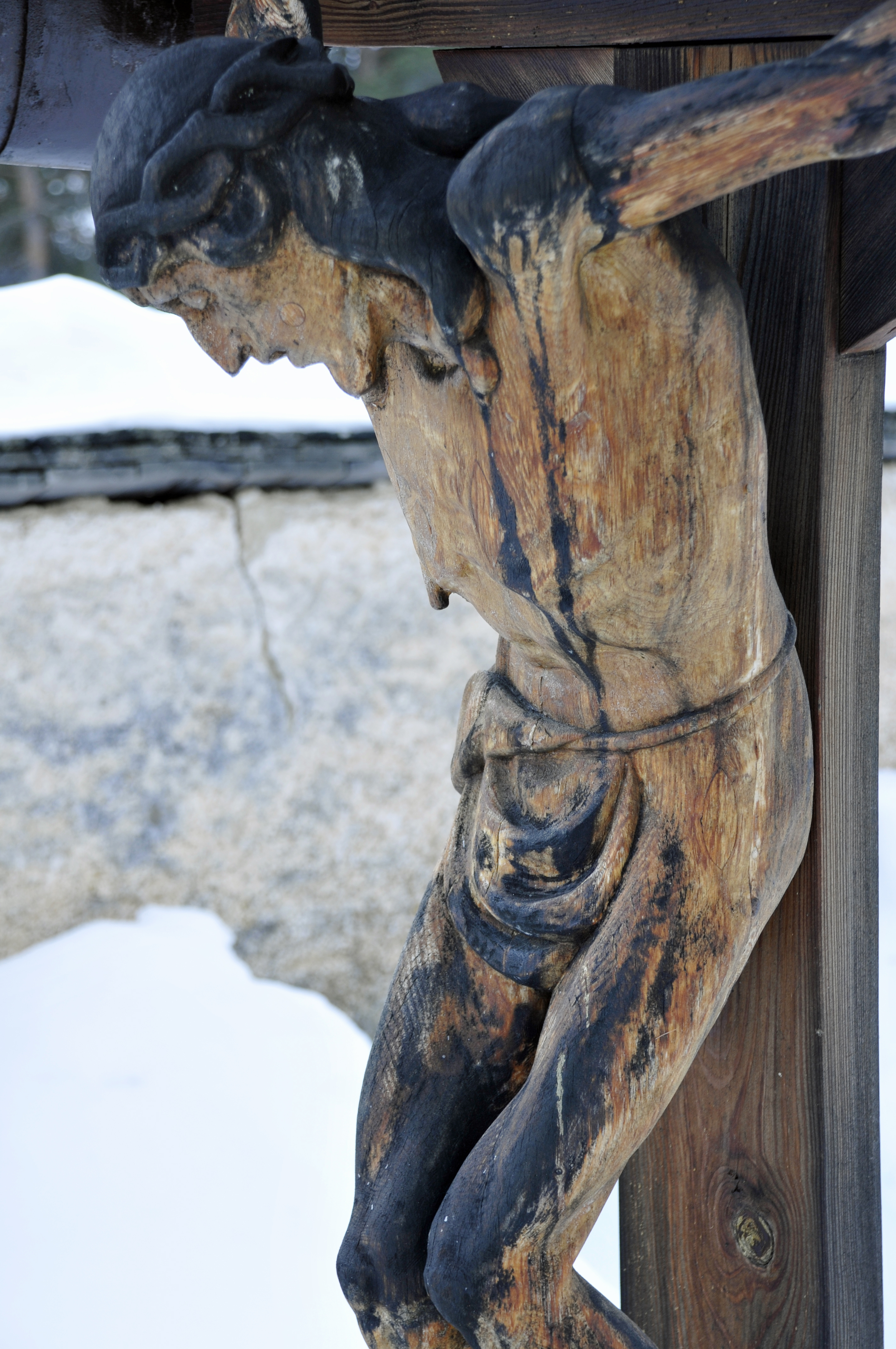
Christuskörper von Vinzenz Peristi am Familiengrab

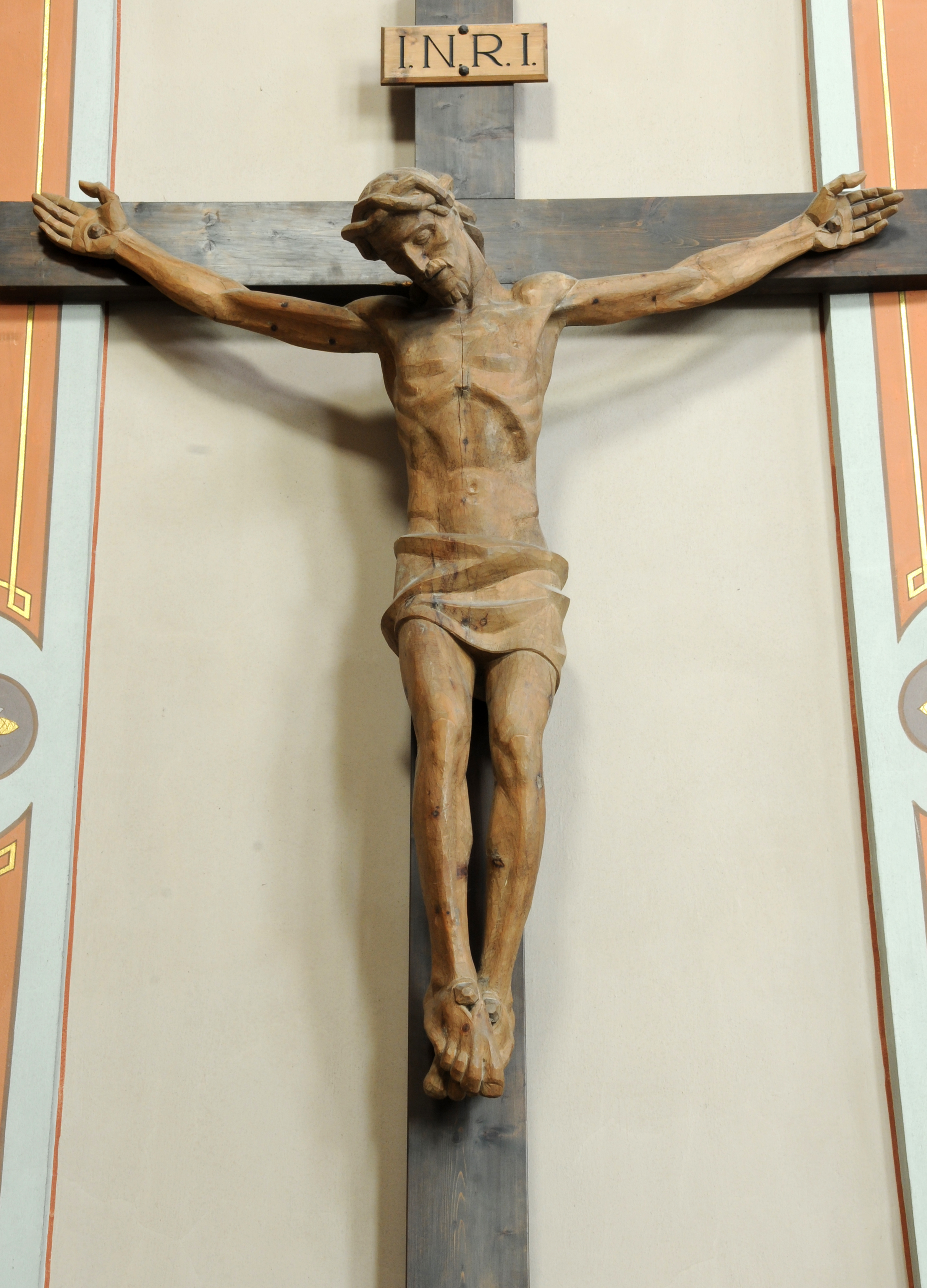
Christus von Vinzenz Peristi in der Pfarrkirche St. Ulrich in Gröden

- Christus von Sëurasass mit Baptist Walpolth 1933. Das Originalwerk ist nun im Museum Gherdëina aufbewahrt. Am Sëurasass Berg wurde 1957 eine originalgetreue Kopie der Künstler Giuani und Pepi Senoner (da Luca) aufgestellt.[3]
- Christus Kapelle Monte Pana.
- Christus Pfarrkirche St. Ulrich.

## Erstbegehungen
Mit dem Grödner Bergsteiger Batista Vinatzer führte er folgende Erstbegehungen durch:
- 18. Oktober 1931 linke direkte Südwand des Steviola im Stevia-Massiv
- 4. September 1933 Sass Fosch im Langental (Stevia)
- 8. September 1933 Nordwandriss des Stevia
- August 1934 Sas de Mesdì Geislerspitzen (Rechter Vinatzerriss)
- 23. Juni 1935 Westwand Dritter Sellaturm
- Juli 1935 direkte Südwandkamine des Stabeler Turm im Rosengarten
- 26. Juli 1935 direkte NW-Wand der Rosengartenspitze
- 9. September 1935 Südostwand Mugoni Südspitze im Rosengarten (Vinatzer)

## Bibliographie
- Höglinger Elisabeth, Serafini Danila: Vinzenz Peristi. Istitut Ladin Micura de Ru, 2005, ISBN 8881710609.
- Gerhard Mussner: Pensieres sun l Crist de Seurasas. Calënder de Gherdëina 2002. Union di Ladins de Gherdeina. St. Ulrich in Gröden 2001. S. 82–87 (Ladinisch)
- Vinzenz Mussner: Mòstri scultëures de Gherdëina che à ziplà de bela scultures y che à nsenià ju lernri. Calënder de Gherdëina 1981, S. 89-114. (ladinisch).
- Pepi Moroder: Trëi scultëures de Gherdëina, morc te si plu biei ani, Vinzenz Peristi, J. Batista Walpoth, Prof. Anton Anderlan. Calënder de Gherdëina 1955. Union di Ladins de Gherdeina. St. Ulrich in Gröden 1955. S. 42 (Ladinisch)